# Eulophia subsaprophytica
Eulophia subsaprophytica är en orkidéart som beskrevs av Rudolf Schlechter. Eulophia subsaprophytica ingår i släktet Eulophia och familjen orkidéer. Inga underarter finns listade i Catalogue of Life.